# Hrvatsko pjevačko društvo Zvonimir, Muo
Hrvatsko pjevačko društvo Zvonimir je bilo pjevačko društvo Hrvata iz bokeljskog mjesta Mula, Crna Gora. Osnovano je 1888. godine, a formalno tek 1899. godine. Nakon kotorskih pjevačkih društava, najstarije je u Boki. Bilo je desetljećima ponajbolje pjevačko društvo u Boki kotorskoj. Stvorilo je posebnu mjesnu pjevačku kulturu. Od osnutka ih je glazbenoj kulturu učio franjevac Konrad Ebert padre Corrado, sveo do svog odlaska iz Boke 1895. godine. Prenio im je sve sastavnice umjetničke glazbe: solfeggio, glazbenu teoriju, zborsko pjevanje te orkestralno sviranje gudaćih i puhačkih glazbala. Ebert je bio prvi dirigent zbora. Zbor je nastavio djelovati poslije njegova odlaska, dok je gudačko-puhački orkestar djelovao do 1906. i potom se ugasio, a nadomjestio ga je tamburaški orkestar. Zbor je očuvao bogatu glazbenu i društvenu aktivnost sve do Drugoga svjetskog rata. Pjevači Ferdo Petović i Antun Pasković bili su vodeći članovi društva.

## Vanjske poveznice
- Radio Kotor PROMOVISANA FESTIVALSKA IZDANJA U PERASTU